# Mannen som kunde göra underverk
Mannen som kunde göra underverk (engelska: The Man Who Could Work Miracles) är en brittisk fantasy-komedifilm från 1936 i regi av Lothar Mendes. Filmen är en expanderad version av H.G. Wells novell The Man Who Could Work Miracles. Huvudrollen spelas av Roland Young, i biroller ses bland andra Ralph Richardson. Wells medverkade till adaptionen, där handlingen reviderades för att återspegla Wells frustration över den brittiska överklassen och det växande hotet från kommunismen, fascismen och nazismen i Europa vid tiden, något som Mendes, Korda och Wells alla var engagerade i att bekämpa med sitt kreativa arbete.

## Rollista i urval
- Roland Young - George McWhirter Fotheringay
- Ralph Richardson - överste Winstanley
- Edward Chapman - major Grigsby
- Ernest Thesiger - Mr. Maydig
- Joan Gardner - Ada Price
- Sophie Stewart - Maggie Hooper
- Robert Cochran - Bill Stoker
- Lady Tree - Mr. Grigsbys hembiträde
- Laurence Hanray - Mr. Bamfylde, London & Essex Bank
- George Zucco - Moody, överste Winstanleys butler
- Wallace Lupino - konstapel Winch
- Joan Hickson - Effie Brickman
- Wally Patch - biträdande poliskommissarie Smithelle
- Mark Daly - Toddy Beamish
- Ivan Brandt - Player (en gud)
- George Sanders - Indifference (en gud)
- Torin Thatcher - Observer (en gud)